# سالفاتوري براون
سالفاتوري براون (بالإيطالية: Salvatore Bruno)‏ (9 نوفمبر 1979 نابولي إيطاليا - ) هو لاعب كرة قدم إيطالي يلعب كمهاجم.